# Laurier Lacroix
Pour les articles homonymes, voir Lacroix.
Laurier Lacroix (9 mars 1947, Sainte-Justine) est un historien de l'art et un professeur québécois.
Spécialiste de l'art canadien-français d'avant 1930, ses recherches historiques sur l'œuvre d'Ozias Leduc et de Marc-Aurèle de Foy Suzor-Coté font actuellement autorité.

## Biographie
Laurier Lacroix a fait son doctorat sur la Collection Desjardins : les tableaux européens recueillis au début du XIXe siècle par Louis-Joseph Desjardins et son frère Philippe Desjardins.
De 1976 à 1986, il enseigne à l'Université Concordia.
Il a mené plusieurs expositions avec le musée des beaux-arts de Montréal et le musée du Québec.
Lacroix s'était opposé à l'acquisition de la collection Lavalin par le musée d'art contemporain de Montréal, en faisant valoir le bas rapport qualité/quantité.
Membre de la société des Dix (2005), élu au fauteuil n° 5, il enseigne à l'UQAM de 1988 jusqu'à sa retraite en 2009, tout en menant des projets de recherche sur l'art pendant le régime français. Il a d'ailleurs publié plusieurs articles dans The Journal of Canadian Art History - Annales d'histoire de l'art canadien (Université Concordia).
Il est nommé en mars 2016, conseiller en patrimoine au Conseil du patrimoine culturel du Québec.

## Publications

### Ouvrages publiés
- La place de Gérard Morisset dans l’historiographie de l'art au Canada
- Lacroix, Laurier (éd.), Jean-Pierre Duchesne, Gilbert L. Gignac, Monique Nadeau Saumier, Virginia Nixon et Anne Page, François Baillairgé (1759-1831) : un portefeuille de dessins académiques (catalogue d'exposition), Montréal : Galerie d'art Concordia, , 1985, 57 p.
- Marc-Aurèle de Foy Suzor-Coté : retour à Arthabaska (catalogue d'exposition), Arthabaska : Musée Laurier, 1987. 55 p.
- Irene F. Whittome : parcours dessiné, hommage à Jack Shadbolt, 1989, 112 p.  (ISBN 2-9202-8407-X)
- Mario Béland (dir.), Paul Bourassa, Laurier Lacroix, John R. Porter, Didier Prioul, Mary Allodi, Victoria Baker, Denis Castonguay, Joanne Chagnon, Lydia Foy, Gilbert Gignac, Yves Lacasse, Eva Major-Marothy, Denis Martin, Stanley G. Triggs, La peinture au Québec 1820-1850 : nouveaux regards, nouvelles perspectives, Québec : Musée du Québec, 1991, 605 p.
- Mécénat et réification : le discours sur les tableaux Desjardins, 1992
- Peindre à Montréal 1915-1930 : Les Peintres de la Montée Saint-Michel et leurs contemporains, 1996
- Ozias Leduc : une œuvre d’amour et de rêve, 1996
- Embarquement pour Katsura, 1998
- Pierre Dorion, Galerie d'art du Centre culturel de l'Université de Sherbrooke, 2002, 94 p.  (ISBN 2-7622-0128-4 et 978-2-7622-0128-4)
- Suzor-Coté : lumière et matière, Québec : Musée du Québec ; [Montréal] : Les Éditions de l'Homme ; Ottawa : Musée des beaux-arts du Canada, impression 2002, 383 p. : ill. (certaines en coul.), cartes, portr. (certains en coul.) ; 29 cm  (ISBN 2-7619-1739-1 et 978-2-7619-1739-1)
- Ulysse Comtois : entre l'exploration et l'enracinement, 2003
- Guy Pellerin. La couleur d’Ozias Leduc, 2004
- Les arts de Nouvelle-France, Québec, Musée national des beaux-arts du Québec, Éditeur officiel du Québec, 2012, 296 p.[4]
- Le fabuleux destin des tableaux des abbés Desjardins : peintures des XVIIe et XVIIIe siècles des musées et églises du Québec / sous la direction de Guillaume Kazerouni et de Daniel Drouin ; avec les contributions de Mario Béland, Laurier Lacroix [et al.], 2017[5]

### Articles
- « L’histoire de l’art au Canada : développement d’une pratique », Perspective, 3 | 2008, 476-500 [mis en ligne le 31 mars 2018, consulté le 31 janvier 2022. URL : http://journals.openedition.org/perspective/3287 ; DOI : https://doi.org/10.4000/perspective.3287].

## Honneurs
- 1990 : Prix France-Québec, pour l'ouvrage collectif Image de la Révolution française au Québec, 1789-1989 (Montréal, HMH Hurtubise, 1989)[2]
- 1992 : Prix de mérite de l'American Association for State and Local History, pour le catalogue  La peinture au Québec 1820-1850 : nouveaux regards, nouvelles perspectives[2], op. cit.
- 1993 : Prix de l'Association des musées canadiens, pour le catalogue La peinture au Québec 1820-1850…, op. cit.[2]
- 1997 : Prix de Carrière, décerné par la Société des Musées québécois[2]
- 2005 : Membre de la Société des Dix, élu au fauteuil n° 5[2]
- 2008 : Prix Gérard-Morisset[1]
- 2008 : Médaille d'honneur de la Faculté des arts et des sciences de l'Université de Montréal[6]
- 2009 : Membre du Cercle d'excellence de l'Université du Québec (UQ)[2]
- 2012 : Membre de l'Académie des lettres du Québec[7]
- 2021 : Prix d'excellence - Professionnel, Conseil du patrimoine religieux du Québec[8]